# Kostel svatého Václava (Žamberk)
Kostel svatého Václava v Žamberku je poprvé zmiňován roku 1348. Původní dřevěný kostel vyhořel po úderu blesku v roce 1684 a byl zbořen. Nový kostel postavil v letech 1729–1738 chrudimský stavitel Donát Theodor Morazzi. Hlavní portál dokončil roku 1747 architekt Andreas Schüller. Z původního dřevěného kostela se dochoval jen obraz sv. Václava malovaný na cínu, který visí nad sakristií dosud.
Nejstarší zvon z roku 1574 byl při požáru kostela i města v roce 1859 spolu s ostatními zničen. Nové zvony byly instalovány v roce 1930 a rekvírovány v roce 1940. V roce 2000 byly v kostele zavěšeny a vysvěceny dva nové zvony, Jan Křtitel, zakoupený ze sbírky občanů a Margaret Mary, který věnoval její manžel John Marmaduke Parish. Třetí zvon, Václav, financovaný z veřejné sbírky je v kostele od roku 2001 a jeho patronem byl Václav Havel.
Hlavnímu oltáři dominuje obraz italského barokního mistra Francesca Trevisianiho Zavraždění svatého Václava (1741) a na bočním oltáři obraz sv. Antonína Paduánského s Ježíškem od Petra Brandla (1730, originál zapůjčen do Národní galerie v Praze). Kazatelna byla vytvořena v letech 1746–1748 řezbářem Janem Boserem a štafírníkem K. Websem. Malířskou výzdobu kostela provedl v letech 1893–1895 František Klos.
Barokní kostel je nejvyšší stavbou v Žamberku a zároveň nejmonumentálnější stavbou mistra Morazziho. Výška věží je 72 m, výška chrámové klenby 22 m, délka 44 m.

## Fotogalerie

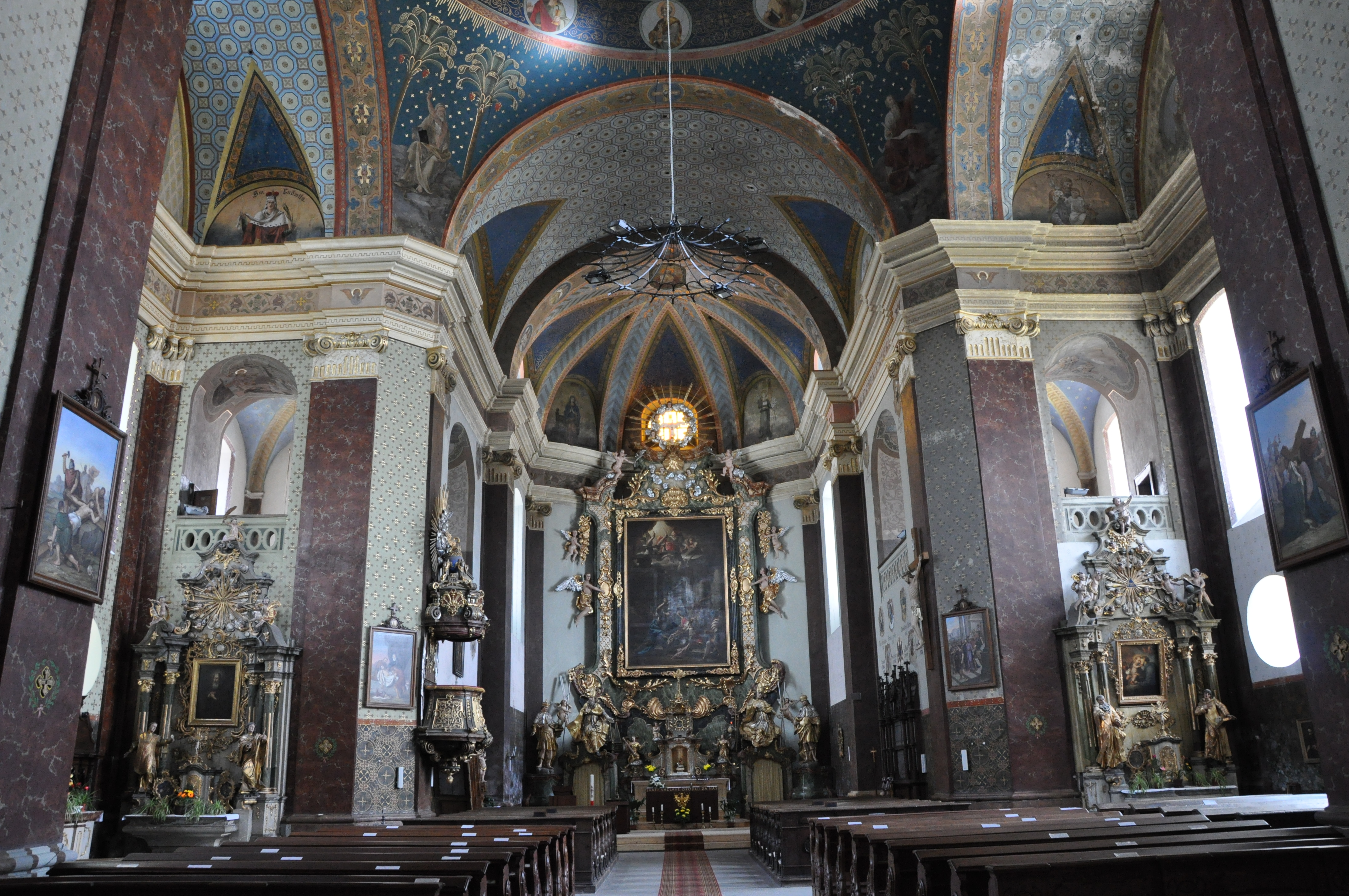
Interiér
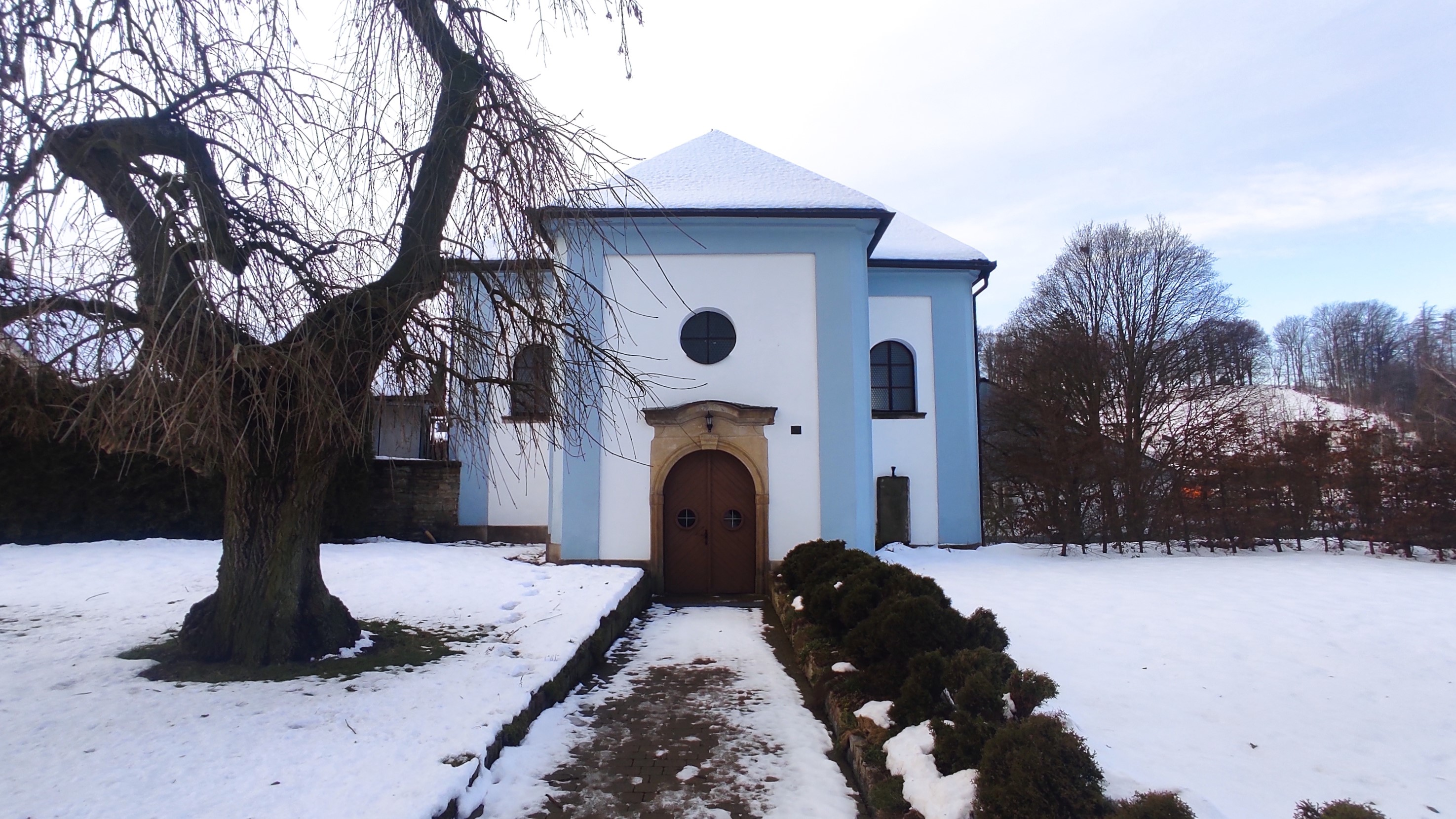
Kaple Panny Marie Sedmibolestné